# Tegulaster
Tegulaster is een geslacht van zeesterren uit de familie Asterinidae.

## Soorten
- Tegulaster alba (H.L. Clark, 1938)
- Tegulaster emburyi Livingstone, 1933
- Tegulaster leptalacantha (H.L. Clark, 1916)
- Tegulaster praesignis (Livingstone, 1933)